# Neuvic (Corrèze)
 Neuvic  (en occitano Nòu Vic) es una comuna y población de Francia, en la región de Lemosín, departamento de Corrèze, en el distrito de Ussel. Es la cabecera del cantón de su nombre.
Su población en el censo de 2008 era de 1872 habitantes.
Está integrada en la Communauté de communes des Gorges de la haute Dordogne , de la que es la mayor población.

## Economía
Neuvic es la capital nacional de los coqs de pêche (en español gallos de pesca) y cada año se celebra un gran concurso el 1 de mayo.
Coq de pêche es el nombre que reciben determinadas razas de  gallos cuyas plumas tienen las características que los pescadores consideran adecuadas para elaborar cebos artificiales, la mosca.

## Demografía
| 1882 | 1959 | 1848 | 1844 | 1829 | 1850 | 1872 |
| Para los censos de 1962 a 1999 la población legal corresponde a la población sin duplicidades (Fuente: INSEE [Consultar]) |      |      |      |      |      |      |

## Puntos de interés
- Arboretum du Château de Neuvic d'Ussel